# Luis Ruiz de Aguirre
Luis Ruiz Aguirre Urquijo (Baracaldo, 18 de noviembre de 1908 - San Sebastián, 26 de julio de 1989) conocido literariamente como "Sancho de Beurko" fue un político español, militante de Acción Nacionalista Vasca (ANV), Comisario General del Euzko Gudarostea e historiador de los acontecimientos bélicos de los que había sido protagonista.

## Biografía
Ruiz Aguirre comenzó su carrera política como militante de ANV en Baracaldo, donde colaboró con la revista del partido, Tierra Vasca, y participó activamente en los grupos paramilitares creados por los partidos políticos en la subcomarca de la Margen Izquierda.
Durante la guerra civil española, su actividad fue más militar que política, lo que le llevó a participar de primera mano en los combates. En 1937 fue nombrado Comisario General del I Cuerpo de Ejército de Euzkadi, el cuerpo armado que formó el Gobierno autonómico vasco, por el entonces lehendakari José Antonio Aguirre. Acabada la guerra se exilió en Venezuela, donde siguió colaborando con Tierra Vasca y comenzó su carrera literaria narrando los hechos bélicos en los que había participado, firmando con el seudónimo de «Sancho de Beurko».
En los años 70 se instala en Biarritz, localidad del País Vasco francés, y tras la muerte de Francisco Franco se trasladó a la localidad guipuzcoana de Fuenterrabía. En el post-franquismo fue contrario a la integración de ANV en Herri Batasuna, la coalición de partidos de la izquierda abertzale,  aunque no logró su objetivo. Por ello, a partir de ahí, su vida fue mucho más historiográfica que política, comenzando a recabar testigos para complementar sus archivos y así poder seguir escribiendo y opinando sobre los diferentes hechos de la guerra como el Pacto de Santoña, el Bombardeo de Guernica y las batallas en las que había participado.